# Midnight City
"Midnight City" é uma canção da banda francesa de música eletrônica M83, lançada em 16 de agosto de 2011 como o primeiro single de seu sexto álbum de estúdio, Hurry Up, We're Dreaming (2011). A música foi escrita por Anthony Gonzalez, Yann Gonzalez, Morgan Kibby e Justin Meldal-Johnsen. A faixa teve sucesso internacional, alcançando a oitava posição na França e aparecendo na Alternative Songs e Rock Songs da Billboard. Devido ao uso da música pela rede francesa TF1 como tema de encerramento após as partidas de futebol da UEFA Euro 2012, a música liderou as paradas digitais francesas. Em outros lugares, "Midnight City" foi aclamado no Reino Unido em 2012, após sua seleção como tema do reality show Made in Chelsea e uso proeminente pela BBC em sua cobertura dos Jogos Olímpicos de Verão de 2012; chegou ao número trinta e quatro na UK Singles Chart.

## Paradas musicais
| Parada (2011–14)                                        | Posição de pico |
| ------------------------------------------------------- | --------------- |
| Austrália (ARIA)                                        | 37              |
| Bélgica (Ultratop 50 de Flandres)                       | 32              |
| Bélgica (Ultratop Dance de Flandres)                    | 1               |
| Bélgica (Ultratop 50 da Valônia)                        | 18              |
| Bélgica (Ultratop Dance da Valônia)                     | 1               |
| Canadá (Billboard Rock)                                 | 1               |
| França (SNEP)                                           | 8               |
| Escócia (Scottish Singles Chart)                        | 30              |
| Suíça (Schweizer Hitparade)                             | 66              |
| Reino Unido (UK Singles Chart)                          | 34              |
| Reino Unido (OCC UK Indie)                              | 2               |
| Estados Unidos (Billboard Hot 100)                      | 72              |
| Estados Unidos (Billboard Dance Club Songs)             | 19              |
| Estados Unidos (Billboard Hot Rock & Alternative Songs) | 7               |

| Parada (2012)                        | Posição |
| ------------------------------------ | ------- |
| Belgium Dance (Ultratop Flanders)    | 76      |
| Belgium (Ultratop Wallonia)          | 41      |
| Belgium Dance (Ultratop Wallonia)    | 48      |
| France (SNEP)                        | 40      |
| UK Singles (Official Charts Company) | 163     |
| US Hot Rock Songs (Billboard)        | 12      |

## Certificações
| País                                           | Certificação | Vendas    |
| ---------------------------------------------- | ------------ | --------- |
| Austrália (ARIA)                               | 2× Platina   | 140 000*  |
| Dinamarca (IFPI Dinamarca)                     | Ouro         | 15 000*   |
| Estados Unidos (RIAA)                          | Platina      | 1 000 000 |
| França (SNEP)                                  | Ouro         | 66 666*   |
| Itália (FIMI)                                  | Platina      | 50 000*   |
| Reino Unido (BPI)                              | Platina      | 600 000*  |
| *número de vendas baseado somente certificação |              |           |